# 比布町

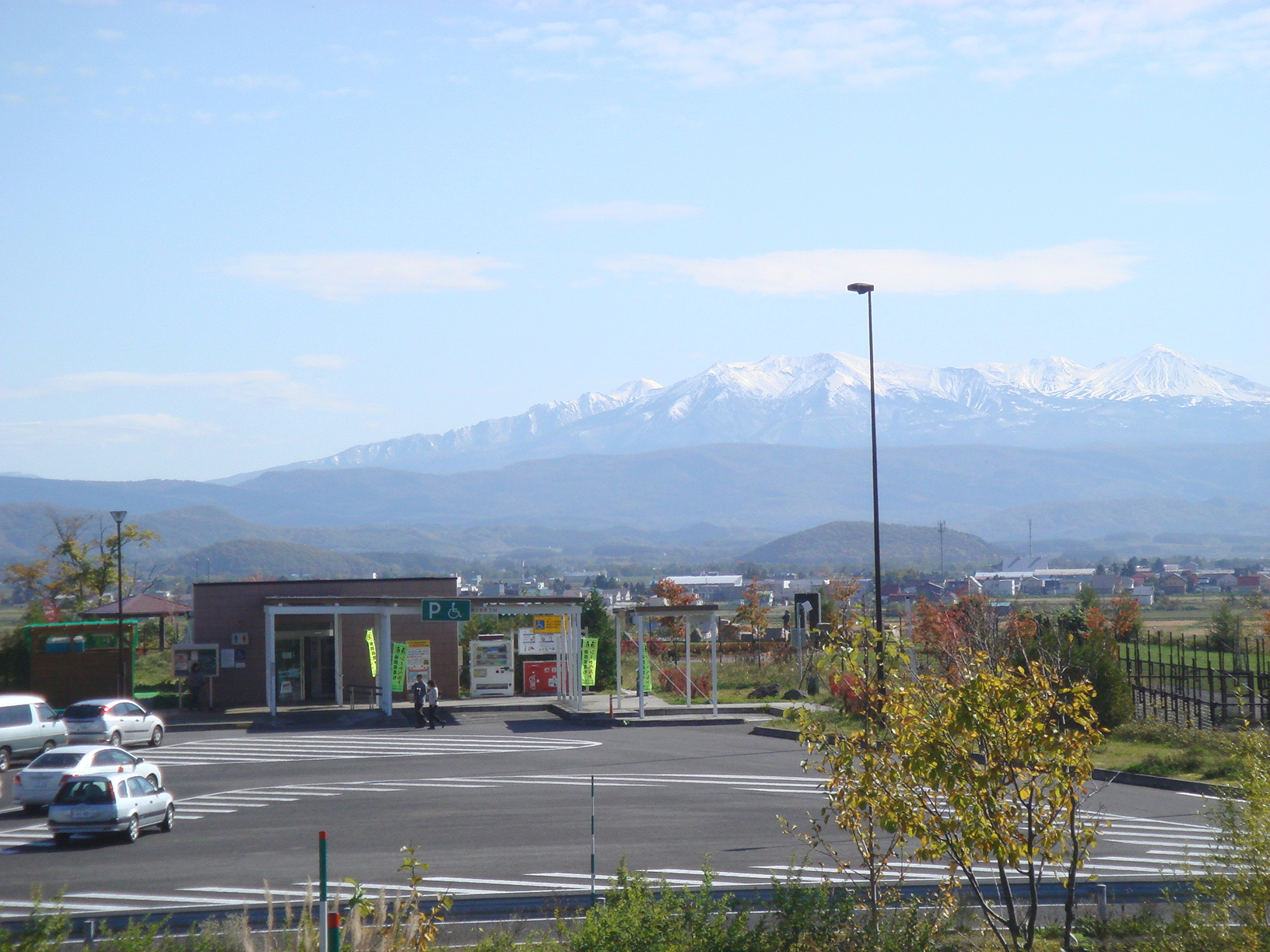
比布大雪パーキングエリアより大雪山を望む

比布町（ぴっぷちょう）は、北海道中央部・上川盆地にある町。中心産業は農業で、「ゆめぴりか」が育成・開発された北海道立総合研究機構農業研究本部上川農業試験場が所在する。キャッチコピーは、スキーといちごのまち。

## 概要
・北海道のほぼ中央に位置し、第二の都市旭川市の中心部までは約30分と利便性も高く、JRや道北バスなどの公共交通機関も充実している。道央自動車道や旭川紋別自動車道の延伸により、札幌圏や道北・道東へのアクセスが安易であることも特徴。
・基幹産業は農業で、「ゆめぴりか」が育成・開発された北海道立総合研究機構農業研究本部上川農業試験場が所在する。夏はいちご狩り、冬は「ぴっぷスキー場」で多くの観光客で賑わう。キャッチコピーは、スキーといちごのまち、世界一大雪山がきれいに見える町

## 町名の由来
アイヌ語由来であるが、諸説あり、知里真志保の説では、「ピピペッ（pipi-pet）」（石のごろごろしている・川）が転訛し、「ピッペッ（pippet）」、「ピプ（pip）」あるいは「ピピ」へと変化したとされるほか、「ピオプ」（pi-o-p）」（石の・多い・ところ）を由来とする説も存在する。日本の自治体の中では唯一パ行で始まり、パ行の文字を2文字含む名称を持つ自治体である。

## 地理
- 上川盆地の北西部にあり、町の南境を石狩川が流れる。
- 町の北端に塩狩峠があり、和寒町との境界になっている。

### 隣接している自治体
- 上川総合振興局管内
  - 旭川市
  - 士別市
  - 上川郡 (石狩国)：当麻町、愛別町
  - 上川郡 (天塩国)：和寒町

## 気候
ケッペンの気候区分によると、比布町は湿潤大陸性気候に属する。寒暖の差が大きく気温の年較差、日較差が大きい顕著な大陸性気候である。降雪量が多く、豪雪地帯に指定されている。冬季は-25℃前後の気温が観測されることが珍しくなく、寒さが厳しい。
| 比布（1991年 - 2020年）の気候      | 比布（1991年 - 2020年）の気候 | 比布（1991年 - 2020年）の気候 | 比布（1991年 - 2020年）の気候 | 比布（1991年 - 2020年）の気候 | 比布（1991年 - 2020年）の気候 | 比布（1991年 - 2020年）の気候 | 比布（1991年 - 2020年）の気候 | 比布（1991年 - 2020年）の気候 | 比布（1991年 - 2020年）の気候 | 比布（1991年 - 2020年）の気候 | 比布（1991年 - 2020年）の気候 | 比布（1991年 - 2020年）の気候 | 比布（1991年 - 2020年）の気候 |
| 月                                 | 1月                           | 2月                           | 3月                           | 4月                           | 5月                           | 6月                           | 7月                           | 8月                           | 9月                           | 10月                          | 11月                          | 12月                          | 年                            |
| ---------------------------------- | ----------------------------- | ----------------------------- | ----------------------------- | ----------------------------- | ----------------------------- | ----------------------------- | ----------------------------- | ----------------------------- | ----------------------------- | ----------------------------- | ----------------------------- | ----------------------------- | ----------------------------- |
| 最高気温記録 °C （°F）             | 6.6 (43.9)                    | 11.1 (52)                     | 15.6 (60.1)                   | 28.2 (82.8)                   | 33.4 (92.1)                   | 35.9 (96.6)                   | 35.8 (96.4)                   | 36.9 (98.4)                   | 32.6 (90.7)                   | 27.7 (81.9)                   | 20.8 (69.4)                   | 12.0 (53.6)                   | 36.9 (98.4)                   |
| 平均最高気温 °C （°F）             | −4.2 (24.4)                   | −2.6 (27.3)                   | 2.3 (36.1)                    | 10.3 (50.5)                   | 18.3 (64.9)                   | 22.8 (73)                     | 26.1 (79)                     | 26.3 (79.3)                   | 21.8 (71.2)                   | 14.5 (58.1)                   | 5.6 (42.1)                    | −1.7 (28.9)                   | 11.6 (52.9)                   |
| 日平均気温 °C （°F）               | −8.3 (17.1)                   | −7.3 (18.9)                   | −2.5 (27.5)                   | 4.6 (40.3)                    | 11.8 (53.2)                   | 16.6 (61.9)                   | 20.4 (68.7)                   | 20.6 (69.1)                   | 15.8 (60.4)                   | 8.8 (47.8)                    | 1.7 (35.1)                    | −5.2 (22.6)                   | 6.4 (43.5)                    |
| 平均最低気温 °C （°F）             | −13.6 (7.5)                   | −13.2 (8.2)                   | −8.0 (17.6)                   | −1.0 (30.2)                   | 5.7 (42.3)                    | 11.3 (52.3)                   | 15.7 (60.3)                   | 16.0 (60.8)                   | 10.7 (51.3)                   | 3.8 (38.8)                    | −2.1 (28.2)                   | −9.5 (14.9)                   | 1.3 (34.3)                    |
| 最低気温記録 °C （°F）             | −31.4 (−24.5)                 | −30.7 (−23.3)                 | −25.7 (−14.3)                 | −14.3 (6.3)                   | −3.4 (25.9)                   | 1.0 (33.8)                    | 5.5 (41.9)                    | 6.7 (44.1)                    | 0.0 (32)                      | −4.8 (23.4)                   | −19.9 (−3.8)                  | −26.3 (−15.3)                 | −31.4 (−24.5)                 |
| 降水量 mm （inch）                 | 52.6 (2.071)                  | 41.7 (1.642)                  | 47.5 (1.87)                   | 48.7 (1.917)                  | 74.4 (2.929)                  | 70.7 (2.783)                  | 143.7 (5.657)                 | 154.1 (6.067)                 | 146.8 (5.78)                  | 111.0 (4.37)                  | 107.0 (4.213)                 | 80.6 (3.173)                  | 1,081.7 (42.587)              |
| 平均降水日数 （≥1.0 mm）           | 18.2                          | 14.2                          | 14.1                          | 11.0                          | 11.6                          | 9.7                           | 12.1                          | 12.3                          | 14.1                          | 16.2                          | 19.1                          | 21.3                          | 173.8                         |
| 平均月間日照時間                   | 63.7                          | 88.0                          | 124.9                         | 156.0                         | 190.5                         | 173.8                         | 167.1                         | 161.0                         | 147.0                         | 117.8                         | 54.2                          | 42.3                          | 1,486.4                       |
| 出典1：Japan Meteorological Agency |                               |                               |                               |                               |                               |                               |                               |                               |                               |                               |                               |                               |                               |
| 出典2：気象庁                      |                               |                               |                               |                               |                               |                               |                               |                               |                               |                               |                               |                               |                               |

## 歴史
- 江戸時代は松前藩領である。
- 1895年（明治28年） 滋賀、香川、愛媛の各県から比布原野に入植。
- 1906年 上川郡鷹栖村（現鷹栖町）から分村、二級町村制、上川郡比布村となる。
- 1921年（大正10年） 一級町村制、比布村となる。
- 1949年（昭和24年） 比布時報（現在の広報ぴっぷ）発刊
- 1962年（昭和37年） 町制施行、比布町となる、町制施行記念式典を挙行、町民憲章制定
- 1971年（昭和46年） 比布町福祉会館完成
- 1973年（昭和48年） 比布町青少年会館完成
- 1979年（昭和54年） 比布町郷土資料館オープン
- 1980年（昭和55年） ピップエレキバンのテレビCMで、比布町の名が全国的な話題となる
- 1985年（昭和60年） 比布町中央プール完成
- 1986年（昭和61年） 総合健診開始
- 1989年（平成元年） 比布町農村環境改善センター、体育館完成
- 1990年（平成２年） 町民テニスコート、ふれあい広場完成

## 行政
町長
- 村中　一徳

## 経済

### 産業
- 農業の中心は稲作だが、野菜や果物への転作も進んでいる。特にイチゴは名産品となっている。

### 農協
- 比布町農業協同組合（JAぴっぷ町）

### 郵便局
- 比布郵便局（集配局）
- 蘭留簡易郵便局

### 宅配便
- ヤマト運輸：道北主管支店北海道上川センター（旭川市）
- 佐川急便：旭川営業所（旭川市）

## 公共機関

### 警察
- 旭川中央警察署比布駐在所
- 旭川中央警察署蘭留駐在所

### 消防
- 大雪消防組合比布消防署

## 姉妹都市・提携都市
- 入植団体の一つ、滋賀県湖南市（旧下田村）と友好交流提携している。

## 行政機関
- 北海道立総合研究機構農業研究本部上川農業試験場

## 地域

### 人口
| |                                        |  |
| 比布町と全国の年齢別人口分布（2005年） | 比布町の年齢・男女別人口分布（2005年） |  |
| ■紫色 ― 比布町 ■緑色 ― 日本全国 | ■青色 ― 男性 ■赤色 ― 女性              |  |
| 比布町（に相当する地域）の人口の推移 \| 1970年（昭和45年） \| 6,711人 \| \| \| 1975年（昭和50年） \| 6,118人 \| \| \| 1980年（昭和55年） \| 5,806人 \| \| \| 1985年（昭和60年） \| 5,457人 \| \| \| 1990年（平成2年） \| 5,004人 \| \| \| 1995年（平成7年） \| 4,683人 \| \| \| 2000年（平成12年） \| 4,576人 \| \| \| 2005年（平成17年） \| 4,340人 \| \| \| 2010年（平成22年） \| 4,042人 \| \| \| 2015年（平成27年） \| 3,777人 \| \| \| 2020年（令和2年） \| 3,520人 \| \| |                                        |  |
| 総務省統計局 国勢調査より |                                        |  |
| 1970年（昭和45年） | 6,711人                                |  |
| 1975年（昭和50年） | 6,118人                                |  |
| 1980年（昭和55年） | 5,806人                                |  |
| 1985年（昭和60年） | 5,457人                                |  |
| 1990年（平成2年） | 5,004人                                |  |
| 1995年（平成7年） | 4,683人                                |  |
| 2000年（平成12年） | 4,576人                                |  |
| 2005年（平成17年） | 4,340人                                |  |
| 2010年（平成22年） | 4,042人                                |  |
| 2015年（平成27年） | 3,777人                                |  |
| 2020年（令和2年） | 3,520人                                |  |

### 教育
- 比布町立比布中央学校
  - 比布町立中央小学校と比布町立比布中学校を統合し、2022年に義務教育学校(小中一貫)として開校した[3]。

　　スクールバスを2台保有しており、蘭留など遠方からの通学の手助けしている。

## 交通

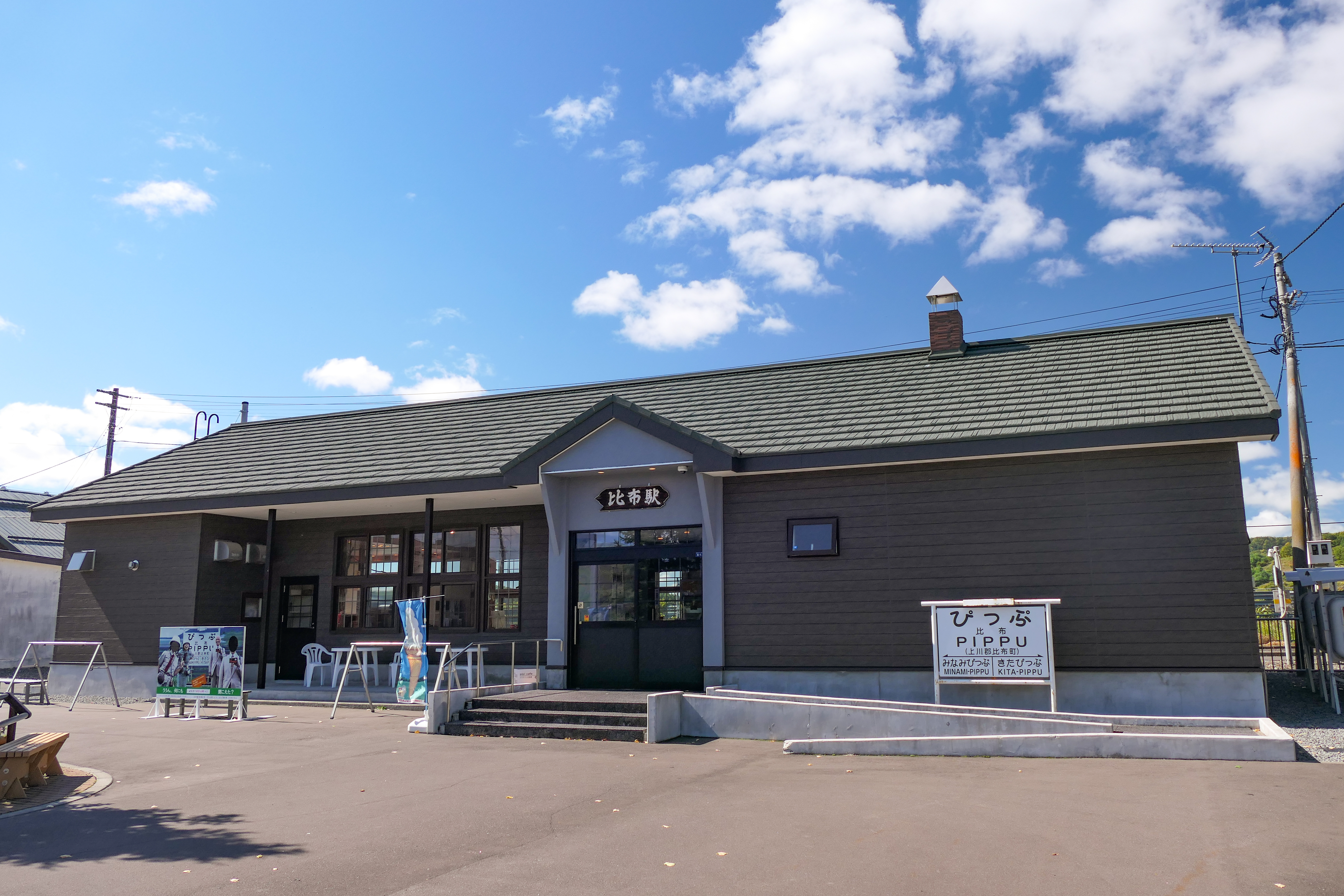
比布駅

### 空港
- 旭川空港 （東神楽町）

### 鉄道
- 北海道旅客鉄道（JR北海道）
  - 宗谷本線：比布駅 - 蘭留駅
    - 比布駅の両隣にあった南比布駅と北比布駅は、2021年3月13日のダイヤ改正時に廃止された[4][5]。

### バス
- 道北バス
  - 旭川市 - 比布町 - 和寒町 - 剣淵町 - 士別市 - 名寄市
  - 旭川市 - 比布町 - 愛別町

### 道路
- 高速道路
  - 道央自動車道:比布JCT
  - 旭川紋別自動車道:比布JCT、比布北IC
- 一般国道
  - 国道39号
  - 国道40号
- 都道府県道
  - 北海道道296号比布愛別停車場線
  - 北海道道390号比布停車場線
  - 北海道道520号鷹栖東鷹栖比布線
  - 北海道道1122号当麻比布線
  - 北海道道1143号比布北インター線

## 名所・旧跡・観光スポット・祭事・催事
- ぴっぷスキー場 - 北嶺山西麓にある道北最大級のスキー場。初級者から上級者に合わせた全9コース。町営なのでお手頃な値段で上質なパウダースノーが楽しめる。「遊湯ぴっぷ」という温浴施設もある。
- ゆめぴりか ‐ 発祥の地であり、ふるさと納税でも大人気の品。
- 突哨山－カタクリの名所
- ニジマス工房 - ニジマス、山女魚、オショロコマ等の養殖を行っていて、釣り堀も楽しめる。冬はぴっぷスキー場の雪番屋でニジマスのいくら丼等を提供している。
- ぴっぷりん - 北海道産の食材や比布町産の食材を使ったプリン。
- 鈴木邸 - 町の文化財

## PR活動
- 「スノーベリー」ちゃん（比布町ゆるキャラ） - 「いちごちゃん」とも呼ばれ、ぴっぷスキー場などでPR活動をしている[6]。
- 「ピップエレキバン」（家庭用磁気絆創膏 ピップ（当時 ピップフジモト）製造）のテレビコマーシャル（樹木希林と同社の横矢勲元会長共演）のロケーション（比布駅、比布神社）に使用。全国放送され町のPRに大きく貢献した。また、2019年（令和元年）から「相互応援大使」としてお互いに応援しあう活動を行っている。

## 出身者
- 曽我部正博（名古屋大学名誉教授、元日本生物物理学会会長、元日本比較生理生化学会会長）
- 吉澤靖之（元東京医科歯科大学学長）